# Анатолий (Дублянский)
Митрополи́т Анато́лий (в миру Анато́лий Заха́рович Дубля́нский, укр. Анатолій Захарович Дублянський; 11 ноября 1912, село Перетоки, Волынь — 28 октября 1997, Ной-Ульм) — епископ Украинской православной церкви в диаспоре в юрисдикции Константинопольского патриархата, титулярный митрополит Созопольский, управляющий Парижской и Западно-Европейской епархией.

## Биография
Родился 11 ноября 1912 года в селе Перетоки, около станции Олыка в семье иконописца и резчика Захария Дублянского и его жены Неонилы.
С 1918 году семья проживала в Луцке, где он учился в школе. В 1921 записан в вступительного класса русской гимназии в Киеве, которую окончил в июне 1930 года.
В 1931—1933 годы изучал историю на гуманистическом факультете Виленского университета. Далее (с перерывами) обучался в Варшавском университете, который закончил в 1938 году со степенью магистра философии.
В 1942 году издавал в Луцке газету «Украинский голос», где печатал историко-краеведческие статьи.
С 1944 года находился в эмиграции в Австрии, позже в Баварии, где основал и издавал журнал «Рідна Церква». Здесь сразу включился в церковную жизнь, став прихожанином неканонической Украинской Православной церкви в США и Диаспоре. Печатался в украинской прессе Западной Европы, стал действительным и активным членом Института исследований Волыни в Канаде.
В 1951 году женится на Евгении Билё. 8 декабря 1951 года в Мюнхене архиепископом Никанором (Абрамовичем) рукоположён в диакона, а на следующий день, 9 декабря, — в священника. Первую Литургию отслужил 13 декабря 1951 года.
В 1952 году назначен настоятелем прихода в Ляндсгуте, также окормлял украинский приход в Регенсбурге, а с 1962 года дополнительно ещё и приход в Ингольштадте.
В 1956 году был возведён в сан протоиерея и становится членом Совета Митрополии.
В 1970 году митрополит Мстислав (Скрипник) перевел Дублянского на приход в Новый Ульм, где объединил в одну два существующих там прихода под новым названием.
В 1973 году его избирают председателем Высшего Церковного Управления в Германии, после чего он был возведён в сан протопресвитера.
В 1978 году умирает его жена Евгения.
20 мая 1981 года на Собор УПЦ в США в Саут-Баунд-Бруке по предложению митрополита Мстислава (Скрипника) протопресвитер Анатолий Дублянский был избран епископом на освободившуюся после смерти архиепископа Ореста (Иванюка) западноевропейскую епархию с титулом епископа Лондонского и Западноевропейского, викария Митрополита УАПЦ с резиденцией в Германии.
24 мая 1981 года в часовне Свято-Софийской украинской православной семинарии в Саут-Баунд-Бруке Мстиславом (Скрипником) был пострижен в монашество с сохранением прежнего имени.
27 мая после Вечерни в Церкви-Памятнике состоялось наречение архимандрита Анатолия на епископа.
31 мая в соборе святого Андрея Первозванного в Саут-Баунд-Бруке был рукоположён во епископа Лондонского и Западно-Европейского. Хиротонию совершили: митрополит Мстислав (Скрипник), архиепископ Марк (Гундяк) и архиепископ Константин (Баган).
28 июня 1981 года в церкви святого Николая в Мюнхене состоялось его интронизация.
С 29 мая 1983 года на соборе УАПЦ в Диаспоре в Лондоне был возведён в сан архиепископа с назначением правящим епископом Парижским и Западно-европейским.
На соборе УАПЦ в Генке (Бельгия) в апреле 1994 года был возведён в сан митрополита с центром в Новом Ульме.
11 марта 1995 года УПЦ в США и Диаспоре была принята в общение с Константинопольским Патриархатом, с сохранением своей структуры. Митрополиту Анатолию был дарован титул митрополита Созопольского.
В 1990-х годах переслал в Луцк значительную часть своей библиотеки и собственного архива, а для Волынского краеведческого музея — найденные в Париже реликвии УАПЦ — облачения и личные вещи митрополита Поликарпа (Сикорского).
Скончался 28 октября 1997 года. Отпевание 6 ноября 1997 года совершил Митрополит Иринопольский Константин (Баган).